# 中村吉伸 (セイコー)
中村 吉伸（なかむら よしのぶ、1949年10月21日 - ）は、日本の経営者。東京都出身。

## 経歴・人物
1972年に慶應義塾大学工学部を卒業し、同年に精工舎（現在のセイコークロック）に入社した。2003年にセイコー（現在のセイコーグループ）取締役に就任し、2008年に専務取締役、2010年に専務代表取締役を経て、2012年10月にセイコーホールディングス社長に就任。2021年6月には取締役副会長に就任。